# Strongygaster didyma
Strongygaster didyma är en tvåvingeart som först beskrevs av Friedrich Hermann Loew 1863.  Strongygaster didyma ingår i släktet Strongygaster och familjen parasitflugor. Inga underarter finns listade i Catalogue of Life.